# Hợp đồng quyền chọn
Hợp đồng quyền chọn (Option contract) hay gọi đơn giản là quyền chọn được định nghĩa là "một lời hứa đáp ứng các yêu cầu để hình thành hợp đồng và hạn chế quyền của người hứa khi rút lại một đề nghị". Hợp đồng quyền chọn phổ biến trong các môn thể thao chuyên nghiệp. Về bản chất, Hợp đồng quyền chọn là một loại hợp đồng bảo vệ người được đề nghị khỏi không bị người đề nghị thu hồi đề nghị giao kết hợp đồng. Điều 64 Luật Thương mại Việt Nam năm 2005 quy định: Hợp đồng mua bán hàng hóa qua Sở giao dịch hàng hoá bao gồm hợp đồng kỳ hạn và hợp đồng quyền chọn. Hợp đồng về quyền chọn mua hoặc quyền chọn bán là thỏa thuận, theo đó bên mua quyền có quyền được mua hoặc được bán một hàng hóa xác định với mức giá định trước (gọi là giá giao kết) và phải trả một khoản tiền nhất định để mua quyền này (gọi là tiền mua quyền). Bên mua quyền có quyền chọn thực hiện hoặc không thực hiện việc mua hoặc bán hàng hóa đó.

## Đại cương
Theo thông luật, cần phải xem xét hợp đồng quyền chọn vì nó vẫn là một dạng hợp đồng như các loại hợp đồng thông dụng khác. Thông thường, người được chào hàng có thể cân nhắc hợp đồng quyền chọn bằng cách trả tiền cho hợp đồng hoặc bằng cách cung cấp giá trị dưới một số hình thức khác, chẳng hạn như bằng cách thực hiện hoặc hoãn trả nợ. Nhìn chung, các tòa án sẽ cố gắng cân nhắc nếu có bất kỳ căn cứ nào để làm như vậy. Xem xét để biết thêm thông tin. Bộ luật Thương mại Thống nhất (UCC) đã loại bỏ nhu cầu xem xét các ưu đãi chắc chắn giữa các thương nhân trong một số trường hợp hạn chế.
Bên mua quyền chọn mua hoặc quyền chọn bán phải trả tiền mua quyền chọn để được trở thành bên giữ quyền chọn mua hoặc giữ quyền chọn bán. Số tiền phải trả cho việc mua quyền chọn do các bên thoả thuận. Bên giữ quyền chọn mua có quyền mua nhưng không có nghĩa vụ phải mua hàng hoá đã giao kết trong hợp đồng. Trường hợp bên giữ quyền chọn mua quyết định thực hiện hợp đồng thì bên bán có nghĩa vụ phải bán hàng hoá cho bên giữ quyền chọn mua. Trường hợp bên bán không có hàng hoá để giao thì phải thanh toán cho bên giữ quyền chọn mua một khoản tiền bằng mức chênh lệch giữa giá thoả thuận trong hợp đồng và giá thị trường do Sở giao dịch hàng hoá công bố tại thời điểm hợp đồng được thực hiện.
Bên giữ quyền chọn bán có quyền bán nhưng không có nghĩa vụ phải bán hàng hoá đã giao kết trong hợp đồng. Trường hợp bên giữ quyền chọn bán quyết định thực hiện hợp đồng thì bên mua có nghĩa vụ phải mua hàng hoá của bên giữ quyền chọn bán. Trường hợp bên mua không mua hàng thì phải thanh toán cho bên giữ quyền chọn bán một khoản tiền bằng mức chênh lệch giữa giá thị trường do Sở giao dịch hàng hoá công bố tại thời điểm hợp đồng được thực hiện và giá thoả thuận trong hợp đồng. Trường hợp bên giữ quyền chọn mua hoặc giữ quyền chọn bán quyết định không thực hiện hợp đồng trong thời hạn hợp đồng có hiệu lực thì hợp đồng đương nhiên hết hiệu lực.
Quyền chọn là quyền chuyển nhượng một phần tài sản. Người cấp quyền chọn được gọi là người có quyền chọn (optionor) hoặc thông thường hơn là người cấp quyền (grantor) và người có lợi ích từ quyền chọn được gọi là người được chọn (hoặc thông thường hơn là người thụ hưởng (beneficiary). Bởi vì các lựa chọn tương đương với việc định đoạt tài sản trong tương lai, ở các quốc gia thông luật, chúng thường tuân theo quy tắc chống lại sự vĩnh viễn và phải được thực hiện trong thời hạn do luật quy định. Liên quan đến một số loại tài sản (chủ yếu là đất đai), ở nhiều quốc gia, một quyền chọn phải được đăng ký để ràng buộc với bên thứ ba. Quan điểm hiện đại về cách áp dụng hợp đồng quyền chọn hiện cung cấp một số bảo đảm cho người được hứa hẹn. Nguyên tắc chung của luật hợp đồng là người nhận đề nghị không thể chuyển nhượng đề nghị cho một bên khác. Tuy nhiên, một hợp đồng quyền chọn có thể được bán (trừ khi nó có quy định khác), cho phép người mua quyền chọn đặt vào vị trí của người được đề nghị ban đầu và chấp nhận đề nghị mà quyền chọn có liên quan.